# Nuevo Aljibes
Nuevo Aljibes är en ort i Mexiko.   Den ligger i kommunen Tecozautla och delstaten Hidalgo, i den sydöstra delen av landet, 140 km norr om huvudstaden Mexico City. Nuevo Aljibes ligger 1 715 meter över havet och antalet invånare är 156.
Terrängen runt Nuevo Aljibes är kuperad norrut, men söderut är den platt. Nuevo Aljibes ligger nere i en dal. Runt Nuevo Aljibes är det ganska tätbefolkat, med 72 invånare per kvadratkilometer. Närmaste större samhälle är Tequisquiapan, 18,5 km väster om Nuevo Aljibes. Trakten runt Nuevo Aljibes består i huvudsak av gräsmarker.